# Туризм в Угорщині

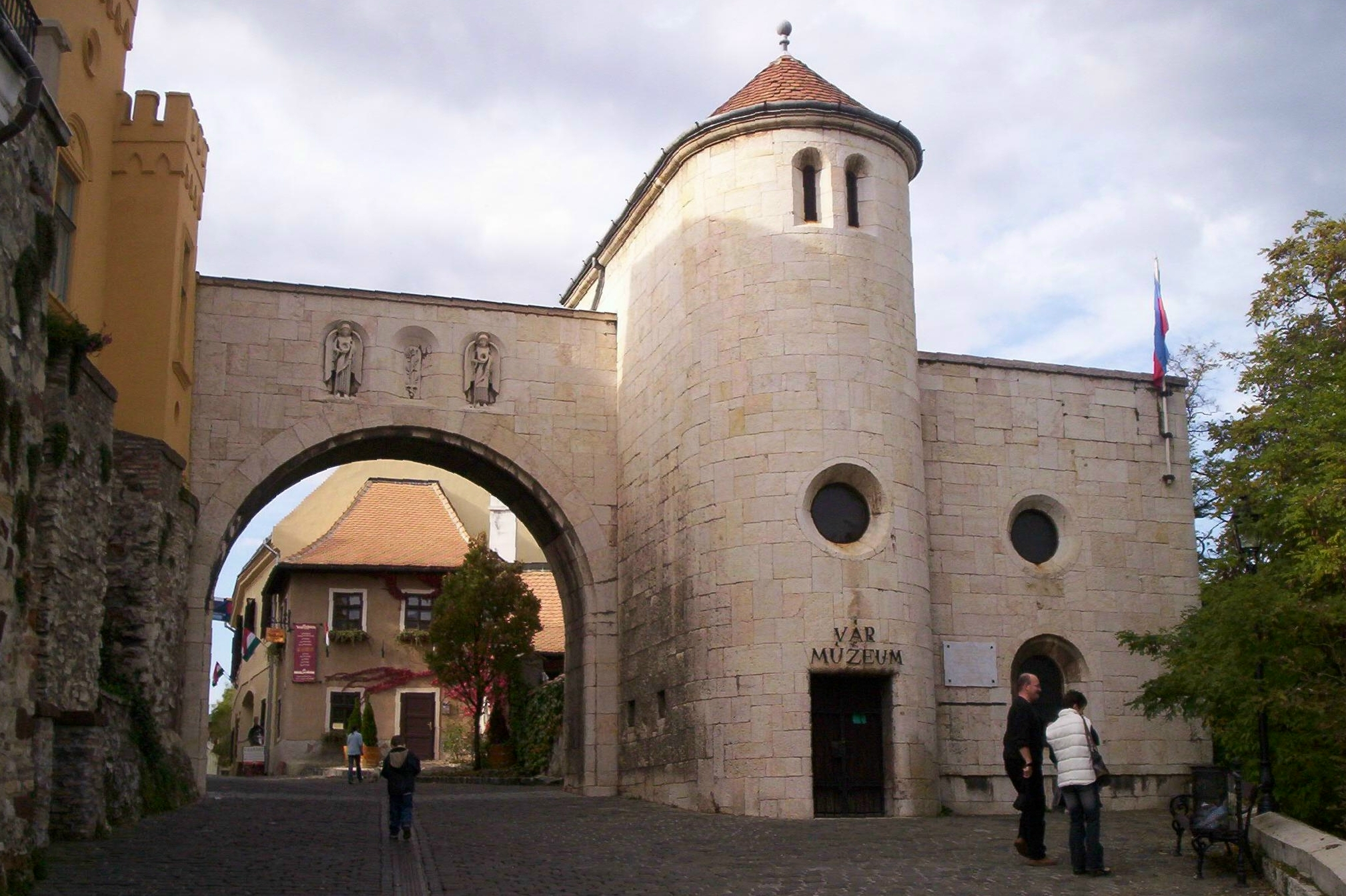
Ворота героїв у Веспремі

Туризм в Угорщині має багату історію. Угорщина є одним із 15 найбільш відвідуваних туристичних напрямків світу. До неї можна легко дістатися з будь-якої країни за допомогою тисяч традиційних і недорогих перельотів. Незважаючи на відносно невелику країну, Угорщина має ряд об’єктів Всесвітньої спадщини ЮНЕСКО. 
Європейці складають понад 98 відсотків туристів Угорщини - це здебільшого жителі Австрії, Німеччини та Словаччини. Туристичний сезон в Угорщині триває з квітня по жовтень. Липень і серпень – найкращі місяці для туристів.

## Туризм в економіці Угорщини
У 2019 році туризм склав 6,8% загальної ВДВ і 9,5% національної робочої сили (421 036 робочих місць). Вплив COVID-19 суттєво вплинув на туристичний сектор. У 2020 році ВДВ туризму впала до 2 194 мільярдів форинтів або 5,4% національної економіки.
У 2019 році в Угорщині було 15,9 мільйона міжнародних туристів, і міжнародні витрати становили 75% загальних витрат на туризм. В результаті пандемії кількість міжнародних туристів скоротилася до 6,6 мільйона (на 58,5%) у 2020 році, а потім піднялася до 6,9 мільйона в 2021 році. Зменшення кількості туристів призвело до скорочення міжнародних надходжень до 1 738 мільярдів форинтів у 2021 році (на 41,6% порівняно з 2019 роком).
У 2021 році кількість внутрішніх туристів з ночівлею зросла на 14,2%, але залишилася на 28,5% нижче рівня до пандемії.
Стратегія Угорщини «Туризм 2.0» визначає низку питань: уніфіковане брендування напрямків, використання цільових і персоналізованих маркетингових каналів і покращення якості.

## Туризм у Будапешті
Місто, розділене надвоє Дунаєм, складається з Буди з одного боку: з термальними купальнями османської епохи біля підніжжя пагорба Геллерт, королівським палацом і церквою Матіаша. З іншого боку знаходиться Пешт з безліччю музеїв, багатих культурними та історичними пам'ятками,  архітектурою в стилі модерн.

### Найпопулярніші місця в Будапешті[3]

#### Рибальський бастіон
Рибальський бастіон з терасами та площею розташовано на різних рівнях. Фортеця має 7 веж — як символ 7 стародавніх племен, які завоювали територію сучасної Угорщини у ІХ ст., коли мадяри переселялися до Європи А названо бастіон Рибальським, оскільки колись тут був рибний ринок.

#### Будайська фортеця абоЗамок Буда
Величезний замковий комплекс у минулому був резиденцією угорських королів. А сьогодні тут розташовані музеї історії Будапешта, Національна картинна галерея та Національна бібліотека. Замок домінує на боці Буди.  Його поточний стан — це відновлення королівської резиденції після Другої світової, коли її було сильно пошкоджено.
Під фортецею є багато лабіринтів. Про їхнє походження немає єдиної думки: рукотворні вони чи природні. Ймовірно, природні тунелі були під пагорбом тисячі років, а потім їх розширили та продовжили для потреб фортеці.

#### Угорський парламент
Неоготичний стиль, білий камінь стін та червоний дах, 365 веж і башточок, як днів у році. Будівля парламенту має висоту 96 м, і 96 сходів ведуть до великого купола.
Ця цифра символічна для угорців — таку ж висоту має головний Собор Іштвана: на честь тисячолітньої річниці приходу у Європу древніх угорців. Будівля Парламенту дотепер є найвищою будівлею всієї Угорщини. Жодна нова споруда не будується вище за важливі пам'ятки. Екскурсія в середину коштує 20 євро.

#### Єврейський квартал та паби на руїнах у Будапешті
Сьогодні зайти в "паб на руїнах" так само популярно, як побачити Угорський Парламент. Такі заклади ще називають руїнні паби. Це концептуальні бари, ресторани, місця вуличної їжі або клуби в закинутих будівлях. Найбільше їх в Єврейському кварталі міста.
Будапешт має високорозвинену культурну сцену з фестивалями світового рівня, театрами, музеями, концертними залами та спортивними заходами. Будапешт отримає титул «Спортивна столиця Європи» у 2019 році.
У місті розташовано безліч музеїв і театрів. Замок Буда, набережні Дунаю і Проспект Андраші є об'єктами Всесвітньої спадщини ЮНЕСКО.
Під Будапештом знаходиться близько 200 печер, деякі відкриті для туристів. Сталактитова печера Палволги (Pálvölgy) — великий захопливий лабіринт, відкритий на початку XX століття. Це найбільша печерна система пагорбів Буда. Інша печера — Землохеги (Szemlohegy) — примітна гарними стінами, покритими мінеральними солями та чистим повітрям. Печера Матіас (Matyas), що знаходиться на околиці міста й має практично непрохідний рельєф, приваблює любителів екстремального туризму.

## Термальні курорти Угорщини[9]
Країна, без доступу до океану,  має власний бренд водних багатств. Тут знаходиться понад 1300 джерел термальної води, із них 123 лише в Будапешті. Це  дає  можливості для цілорічного купання в курортах по всій країні. Ці джерела води багаті на розчинені мінерали, причому точний вміст мінералів змінюється залежно від місця розташування. Деякі мають сірчаний запах, деякі солоні, а деякі мають інші особливі властивості; кожен з них спеціально рекомендований для лікування певних захворювань. Оздоровлення та спа-культура були частиною стилю життя Угорщини протягом сотень років. До числа популярних курортів відносять:
- Турецькі лазні Будапешта: курортна культура Угорщини зародилася ще в римські часи, але деякі з лазень Будапешта були побудовані протягом 150 років османського панування. Ці лазні 16-го століття мають схожі споруди з центральними басейнами у формі восьмикутника, увінчаними високими куполоподібними стелями, крізь які промені світла пронизують воду. Є менші басейни навколо основного, а також сауни та парильні поза ним. Турецькі лазні Будапешта — Rudas Fürdő, Király Fürdő і Veli Bej Fürdője — розташовані біля берега Дунаю з боку Буди, неподалік від термальних джерел.

- «Курортне місто». Пара, що піднімається з відкритих басейнів у необароковому Széchenyi Fürdő, є культовим зображенням, як і місцеві жителі, які грають у шахи на плаваючих шахових дошках. Більше двох десятків басейнів, парних і саун чекають у будівлі Сечені, що нагадує замок у міському парку. По той бік річки розташована будівля Gellért Fürdő у сепаратистському стилі, побудована в 1918 році, є відомою лазнею Будапешта. Тут можна побачити такі архітектурні деталі, як стелі, розписані фресками, вигадливі кам’яні колони, плиткова мозаїка, статуетки та куполоподібні стелі. Відкритий басейн з хвилями є популярною частиною літа в місті.

- Озеро Хевіз - найбільше термальне озеро в Європі  Це біологічно активне природне термальне озеро, розташоване біля північно-західного берега озера Балатон(найбільше прісноводне озеро центральної Європи), займає понад 10 гектарів. Квіти лотоса ростуть на поверхні його води, яка досить тепла, щоб зануритися в неї навіть взимку. Озеро оточене готелями та лікувальними центрами, які пропонують широкий спектр послуг, включаючи лікування гряззю, що покриває дно озера (з якої також виготовляють косметичні засоби).Озеро Хевіз

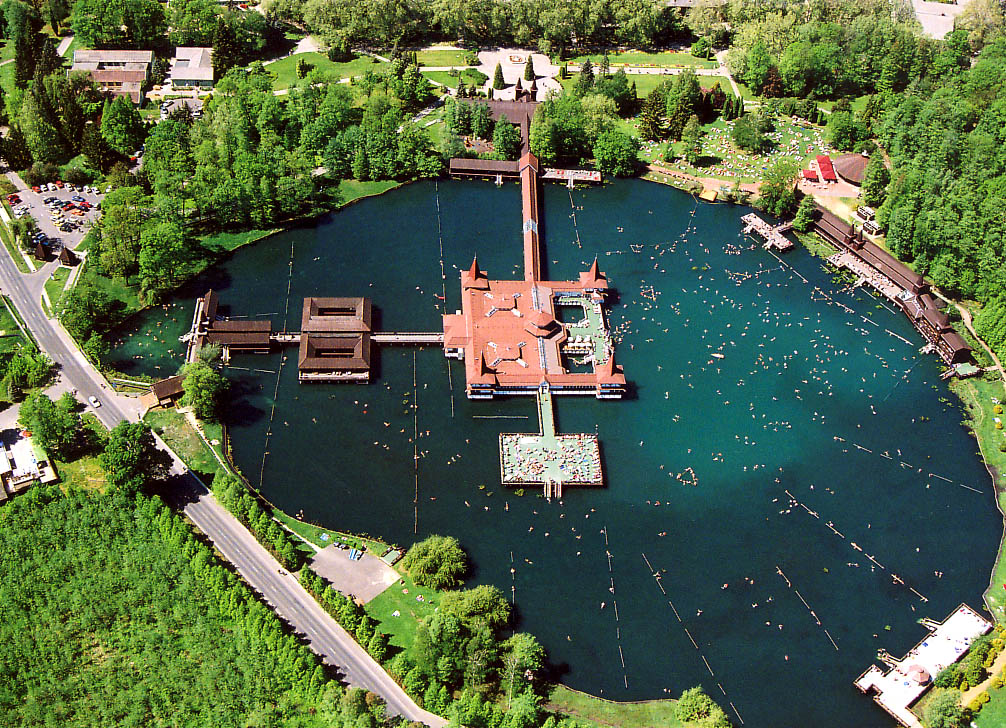
Озеро Хевіз

- Розташоване в природній печері, через яку тече термальна вода, печерне купання в Мішкольцтапольці має п’ять залів для купання, наповнених термальною водою різної температури. Це єдина термальна купальня в Європі, розташована в північно-західній частині країни. На вулиці є кілька басейнів і зона розваг для дітей.

- Соляний пагорб Егера: Егер найбільше відомий своїми винами, особливо купажем «Bull’s Blood». Найвідомішим термальним курортом регіону є Егерсалок. Димляча лікувальна вода надходить з-під вулканічних гір Матра і каскадом спускається вниз по серії терасових вапнякових утворень, вистелених травертином, названих «Соляним пагорбом» завдяки своєму зовнішньому вигляду.

- Турецькі реліквії: у провінційному місті Егер, Török Fürdő є останньою збереженою турецькою лазнею в угорській сільській місцевості, і неподалік від найпівнічнішого мінарету, що залишився, спорудженого османами. Побудована в класичному турецькому стилі лазня, у шість басейнів тече радонова цілюща вода.

- Комплекс лазень Hagymatikum у невеликому південному містечку Мако спроектував Імре Маковеч у своєму характерному органічному стилі. Всередині цибулеподібного комплексу розташована низка гарячих басейнів різних форм і розмірів. Маковец спроектував цю та інші будівлі як подарунок своєму рідному місту.

- Ближче до південного кордону Угорщини з Хорватією, у Віллані знаходиться розгалужений спа-центр Harkány з більш ніж дюжиною басейнів у приміщенні та на відкритому повітрі.

- Випадковий курорт: у 1957 році шахтарі бурили в Бюку, сподіваючись знайти сиру нафту. Натомість з-під землі вирвався стовп води заввишки 230 футів, і пізніше на цьому місці був побудований медичний центр Бюкфюрдо. Багата мінералами (особливо вугільною кислотою), вода перетворила це невелике містечко біля австрійського кордону на один із значних курортів Угорщини.

- В кількох милях від західного краю озера Балатон розташоване місто Залакарош - найбільш відомий курорт Угорщини. Сірчиста вода тут має температуру 205ºF (96ºC) ( до охолодження).

- Спа-курорт на сході: Дебрецен у східній Угорщині відомий як «столиця Великої рівнини». Розташований на 37 акрах у зеленому парку, тут є середземноморське листя, ліс, водні гірки, водоспади, звукові та світлові ванни та нічне купання.

- Місто Хайдусобосло, розташоване посеред Великої рівнини, пов’язане з водою. До 1920-х років життя тут було сільськогосподарським, а пізніше було виявлено термальне джерело. У місті багато термальних курортів, відкритих басейнів та аквапарк. А також поблизу є національний парк Гортобадь.

## Винний туризм в Угорщині
Клімат Угорщини пом'якшується під впливом Карпатських гір. Загальну площу виноградних плантацій можна порівняти з виноробними регіонами Німеччини, Австралії чи Бордо. Офіційно в Угорщині 22 виноробні регіони, але для простоти країну розділяють умовно на 5 областей, виходячи з її географічного розташування:

### Велика рівнина (Південно-Східна Угорщина)[ред. | ред. код][10]
- ВИННИЙ РЕГІОН ЧОНГРАД

Вина, виготовлені на цьому піщаному лесовому ґрунті, мають м’який і приємний кислуватий смак. Велика кількість вироблених тут вин не є ознакою низької якості.
- ВИНОРОБНИЙ РЕГІОН Hajós-Baja

У 18 столітті німці оселилися в цьому виноробному регіоні, і сліди цієї міграції помітні в льохах села Hajós, де викопані в лісі винні льохи характеризуються народними бароковими льохами з двосхилими кінцями. Досвід німецьких винних лордів зробив значний внесок у розвиток виноробної галузі регіону.
- ВИНОРОБНИЙ РЕГІОН КУНСАГ

У найбільшому виноробному регіоні Угорщини, Кунсаг, випадає мало опадів, що створює вина, які привертають увагу своїми витриманими легкими запахами та смаком. Після спустошення, завданого філоксерою, імунна цінність піщаних районів зросла, оскільки в цих районах цей небезпечний шкідник не міг вижити.

### Регіон Балатон[ред. | ред. код]
- ВИННИЙ РЕГІОН БАДАКСОНІ

Виноробний регіон Бадаксонь виділяється серед інших виноробних регіонів Балатону. Туристів спостерігають ландшафт і фірмові вина, які виробляються з його вулканічної землі.
- ВИННИЙ РЕГІОН БАЛАТОНБОГЛАР

Завдяки орієнтації цього виноробного регіону переважають фруктові білі вина та бархатисті червоні вина. Це сприятливий регіон для виробництва білих вин і шампанських вин, хоча останнім часом досить популярними стали і світові сорти блакитного винограду. А в південно-західному Балатоні ще можна побачити старі, збудовані з глини, вкриті очеретом підвали.
- ШардонеВИННИЙ РЕГІОН БАЛАТОНФЕЛЬВІДЕК

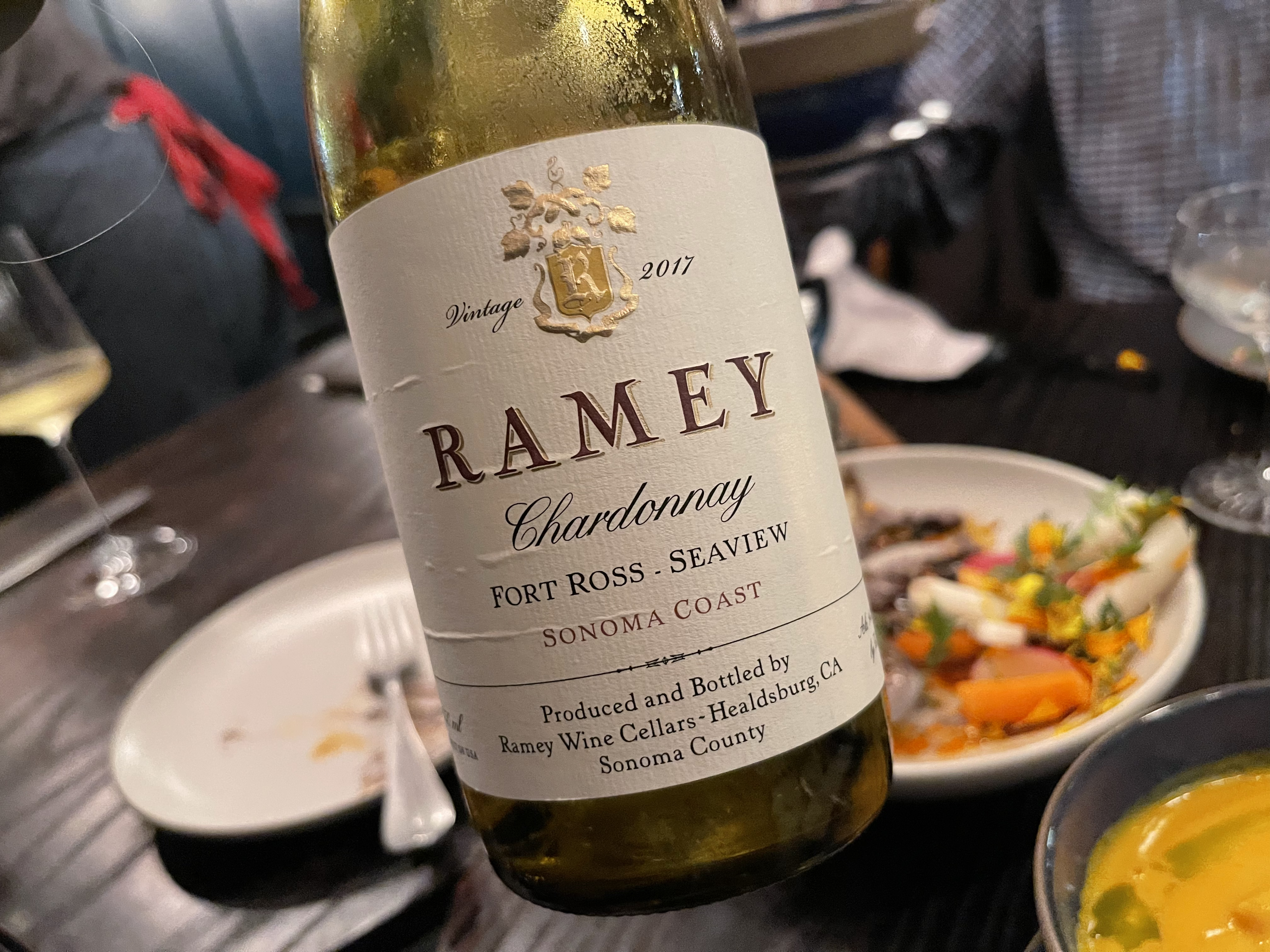
Шардоне

Цей виноробний регіон характеризується різноманітним ландшафтом, середземноморською атмосферою, безліччю сіл, що представляють народні традиції та стиль. Протягом століть королівські та інші почесні виноградні маєтки широко користувалися високоякісними винами цього регіону. Сьогодні туристи, що люблять вино, можуть знайти Оласріслінг (італійський рислінг), Сюркебарат (Сірий монах) та Шардоне.
- ВИННИЙ РЕГІОН БАЛАТОНФЮРЕД-ЧОПАК

Червона земля є характеристикою цього регіону та збагачує вина цього регіону унікальним мінеральним смаком. Вина з району Балатонфюред мають сильніше і яскравіше тіло, а кислоти вин Чопака складніші, але все ж таки м'які.
- ВИННИЙ РЕГІОН НАДЬ-СОМЛО

Це найменший виноробний регіон Угорщини та єдиний регіон, де вирощують виноград на північній стороні гори. Гора Сомло колись була вулканом, і залишки лави покривають схили гори. Лози часто здаються такими, що виростають прямо з самого базальту, і звідси своєрідні мінеральні характеристики вин.
- ВИННИЙ РЕГІОН ЗАЛУ

Вина, вироблені у цьому ландшафті, переважно білі. Серед них є «Пінтест», справжнє національне надбання. Уздовж старих підвалів Зали досі можна знайти 100-річні винні льохи, зроблені з особливою ретельністю з дерева.

### Північне Задунайське (Північно-Західна Угорщина)[ред. | ред. код]
- ВИННИЙ РЕГІОН ЕТЬЄК-БУДУ

Вирішальну роль у розвитку цього виноробного регіону зіграла близькість столиці країни. Будапешт розділений на дві частини Дунаєм: правий берег річки складає Буда, а лівий - Пешт. Буда вважалася найвідомішим виноробним регіоном Угорщини.
- ВИННИЙ РЕГІОН МОР

Німецькі люди оселилися у цьому регіоні у 18 столітті та принесли із собою свої знання та новітні інструменти для вирощування винограду. Об'єднавши свій досвід із місцевим виноградом та виноградом з Токая, вони заклали основу виноградної культури Мора та основу вина під назвою Езерйо Мора.
- ВИННИЙ РЕГІОН НЕМІЛІ

Цей район виробництва білого вина має велике минуле та багатий на середньовічні традиції. Доповнення 18-го століття до кріпосно-селянського виробництва вина, домніальне землеробство забезпечило репутацію вин регіону. Відвідувачі цього регіону можуть вибрати одне з білих вин під час відвідин льоху.
- ВИННИЙ РЕГІОН ПАННОНХАЛМУ

Монахи-бенедиктинці оселилися в цьому регіоні в 996 році, а жителі монастиря розвинули культуру винограду на околицях Паннонхалми. Хоча в 19 столітті філоксера знищила 80% плантацій, повторна посадка допомогла Оласрізлінгу («Італійський Рислінг») стати основним сортом винограду, що вирощується тут.
- ВИННИЙ РЕГІОН ШОПРОН

Це єдиний виноробний регіон північного Задунайського регіону, де домінують червоні сорти винограду. Цей регіон тісно пов'язаний із виноробними регіонами озера Нойзідлер, оскільки колишній історичний виноробний регіон Шопрон-Братислава сьогодні розташований на території трьох країн (Австрія, Угорщина та Словаччина).

### Південно-Задунайський (Південно-Західна Угорщина)[ред. | ред. код]
- ВИНОРОБНИЙ РЕГІОН ПЕЧ

Клімат цього виноробного регіону особливо сприятливий для виробництва витриманих білих вин з ароматом квітів і високим вмістом алкоголю. Одне шампанське вино, виготовлене в Печі, виробляється в цьому регіоні безперервно з 19 століття. Цирфандлі з Печа був завезений в цей край з Австрії в першій половині 19 ст.
- ВИННИЙ РЕГІОН СЕКШАРД

Це один із найстаріших виноробних регіонів Угорщини. До середньовіччя тут виробляли білі вина, проте в турецькі часи домінувала культура червоного вина. З 18 століття шваби знову зробили цей регіон процвітаючим, і по всій імперії Габсбургів вино, вироблене в цьому регіоні, мало хорошу репутацію.
- ВИНОРОДНИЙ РЕГІОН ТОЛНА

Ландшафт цього виноробного регіону горбистий, тому тут часто мандрують на велосипеді чи пішки. Вирощування винограду, почалося з римлян у Тольні, а під час турецької окупації серби також привезли сюди Кадарку. Шваби, які оселилися тут у 18 столітті, продовжили розвиток виноробства.
- ВИННИЙ РЕГІОН ВІЛАНЬ

Незважаючи на те, що римляни вирощували тут виноград під час розквіту імперії, до кінця турецького режиму регіон знелюднів, і згодом тут оселилися німці, привізши з собою вино Kékoportó (португізьке). Міцні червоні вина Віллани характеризуються кольором рубіну та граната.

### Північна Угорщина (Північно-Східна Угорщина)[ред. | ред. код]
- ВИННИЙ РЕГІОН БЮКК

Цей виноробний регіон розташований на південних і південно-східних схилах гір Бюкк. Територія найбільш сприятлива для динамічних білих вин. У ріолітовому туфі є багато підвалів, деякі з них прикрашені історичними та народними візерунками, виконаними майстрами-різьбярами по каменю.
- ВИННИЙ РЕГІОН ЕГЕР

Всесвітньо відомим червоним вином цього виноробного регіону є Egri Bikavér («Кров биків з Егера»), яке було першим вином із захищеним походженням в Угорщині. Місто Егер, розташоване на стику гірських хребтів Матра та Бюкк, має довгу мультикультурну історію. Король Святий Стефан заснував тут одне з перших єпископств.
- ВИННИЙ РЕГІОН ТОКАЙ

Виноробний регіон Токай розташований на злитті річок Тиса і Бодрог. Всесвітньо відоме токайське вино є продуктом спільного впливу клімату, ґрунту, місцевих сортів винограду та цвілі під назвою botrytis cinerea.
- ВИННИЙ РЕГІОН МАТРА

Плантації Mátra розташовані на південних схилах гір Mátra, які колись були вулканами. Область характеризується сильним сонячним освітленням, м’якою зимою та малою кількістю опадів. Виноград тут вирощували ще за часів кельтів, і навіть за турецької окупації виноробство тривало, оскільки турки мали значні доходи від десятини вина.
У той час як у північних виноробних регіонах переважають білі вина, у південно-задунайському виноробному регіоні найчастіше зустрічається червоне вино. Завдяки різноманітним географічним та кліматичним характеристикам в Угорщині можна знайти всі можливі стилі вин: від легкого шампанського, насичених червоних вин до благородних солодких вин.

### Стан енотуризму сьогодні[ред. | ред. код]
Нині виноград вирощується на площі близько 90 тис. га, виробляється високоякісне вино. Сучасні технології сьогодні незамінні. Нові вина створюють у постійно зростаючій кількості підвалів під керівництвом багатомандрівних молодих енологів, відданих якості. Соціальні та технологічні розробки повністю змінили світ угорських вин.
Міжнародною організацією винограду та вина (OIV) зареєстровано 43 країни-виробники вина. Угорщина посідає 10 місце у світі за площею виноградних земель; це номер 14 за виробництвом вина та номер 11 за експортом вина. Він становить 1,5-2% світового виробництва вина.
Цього року Угорщина також перебуває у першій десятці після Франції, Нової Зеландії, Греції, Чилі, Аргентини та Австралії, але випереджає Австрію, Румунію та Німеччину. За даними Bounce, Угорщина випиває 18,5 млн. гектолітрів вина, а 28 млн. гектолітрів виробляється на площі майже 90 000 гектарів на 100 000 жителів. На 100 000 мешканців припадає 667 винних турів, а пляшка коштує в середньому 4,32 долари.

## Транспорт і кордони
Угорщина, яка є членом Шенгенської угоди, не має прикордонного контролю між країнами угоди. Доступ до країни легкий і зручний, з кількома міжнародними аеропортами, залізничними станціями (Будапешт є вузлом Центральної Європи), приватним автомобілем і автобусом. Внутрішній транспорт також  зручний завдяки залізничним вузлам, автобусним станціям і приватним автомобілям, до яких легко дістатися.

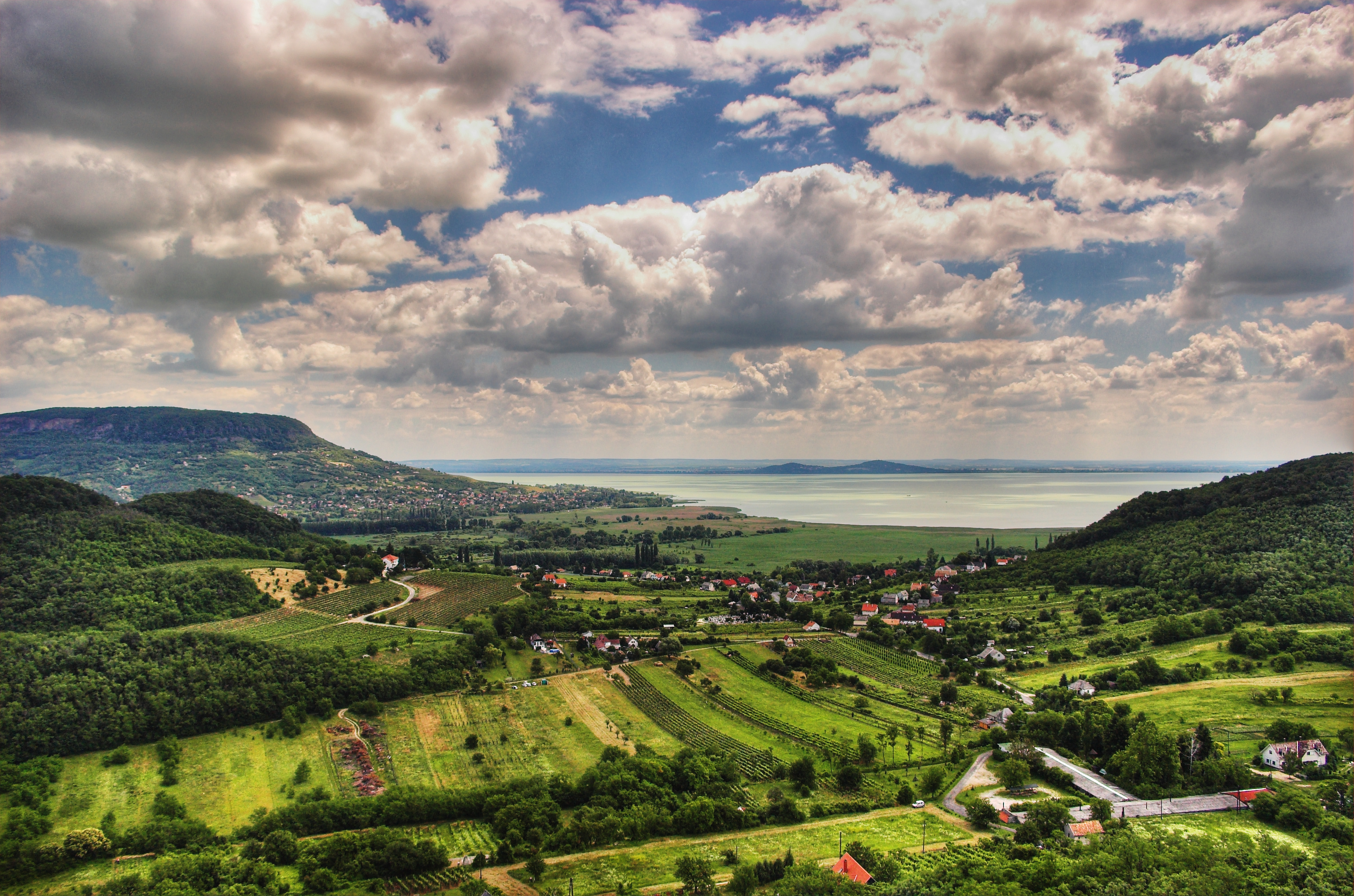
Озеро Балатон

## Регіональний туризм
Озеро Балатон — найбільше прісноводне озеро центральної Європи. Це другий за популярністю напрямок туризму в Угорщині. В 1994 на озері побувало 2,5 мільйона туристів. Іншими напрямками регіонального туризму є спа курорти, активний відпочинок та культурні пам'ятки.В Угорщині створено близько 400 майданчиків для кемпінгу. Прокладено понад 2500 км велосипедних трас. Також особливо популярні риболовля, спостереження за птахами, верхова їзда і полювання.

## Управління туризму
Угорський національний туристичний офіс (HNTO) є національною маркетинговою організацією туризму, яка має єдиного акціонера, офіс прем'єр-міністра. HNTO було створено як правонаступник Національного туристичного офісу (Országos Idegenforgalmi Hivatal, OIH) 1 березня 1994 року під назвою Угорська служба туризму (Magyar Turisztikai Szolgálat). 1 січня 1996 року назву було змінено на Угорське національне туристичне бюро.
Загальну відповідальність за туризм покладено на міністра, який очолює кабінет прем'єр-міністра.
Віце-прем'єр-міністр відповідає за релігійний туризм, а міністр агрополітики,у співпраці з міністром туризму відповідає за розвиток сільського туризму.
Угорське туристичне агентство здійснює управління сектором туризму Угорщинина підставі доручення уряду. Відповідальність за управління призначенням розподілена на місцеву, регіональну та центральну діяльність. Агентство та його дочірні компанії виконують центральні завдання в національному та регіональному рівнях. Ролі включають управління сектором туризму, стратегію, розробка, розвиток та менеджмент туристичних продуктів, центральний маркетинг, міжнародні продажі, комунікаційні кампанії та координація конкретних туристичних розробок. Агентство координує та керує професійними та іншими завданнями, пов’язаними з призначенням управління та відіграє роль у професійній координації мережі Tourinform. Роль Tourinform полягає в підтримці місцевого маркетингу та забезпеченні двостороннього потоку інформації. Чітке визначення туристичних зон дозволяє планувати, впроваджувати завдання координації та комунікації для кожного пункту призначення.
Агентство створює нову мережу послуг управління напрямками. Нова модель впровадить уніфіковане управління та підтримку співпраці місцевих зацікавлених сторін для досягнення спільного бачення пункту призначення. Мета полягає в тому, щоб служби управління дестинаціями були ключовими складниками в туризмі екосистеми, щоб забезпечити  комунікацію між місцевим і центральним рівнями та всередині дестинації.